# Chiara Biondini
Chiara Biondini (Belo Horizonte, 22 de fevereiro de 2002),  é uma política brasileira, filiada ao PP. 
Nas eleições de 2022, foi eleita deputada estadual por MG, filha do também deputado estadual e cantor gospel Eros Biondini.